# 빵효모

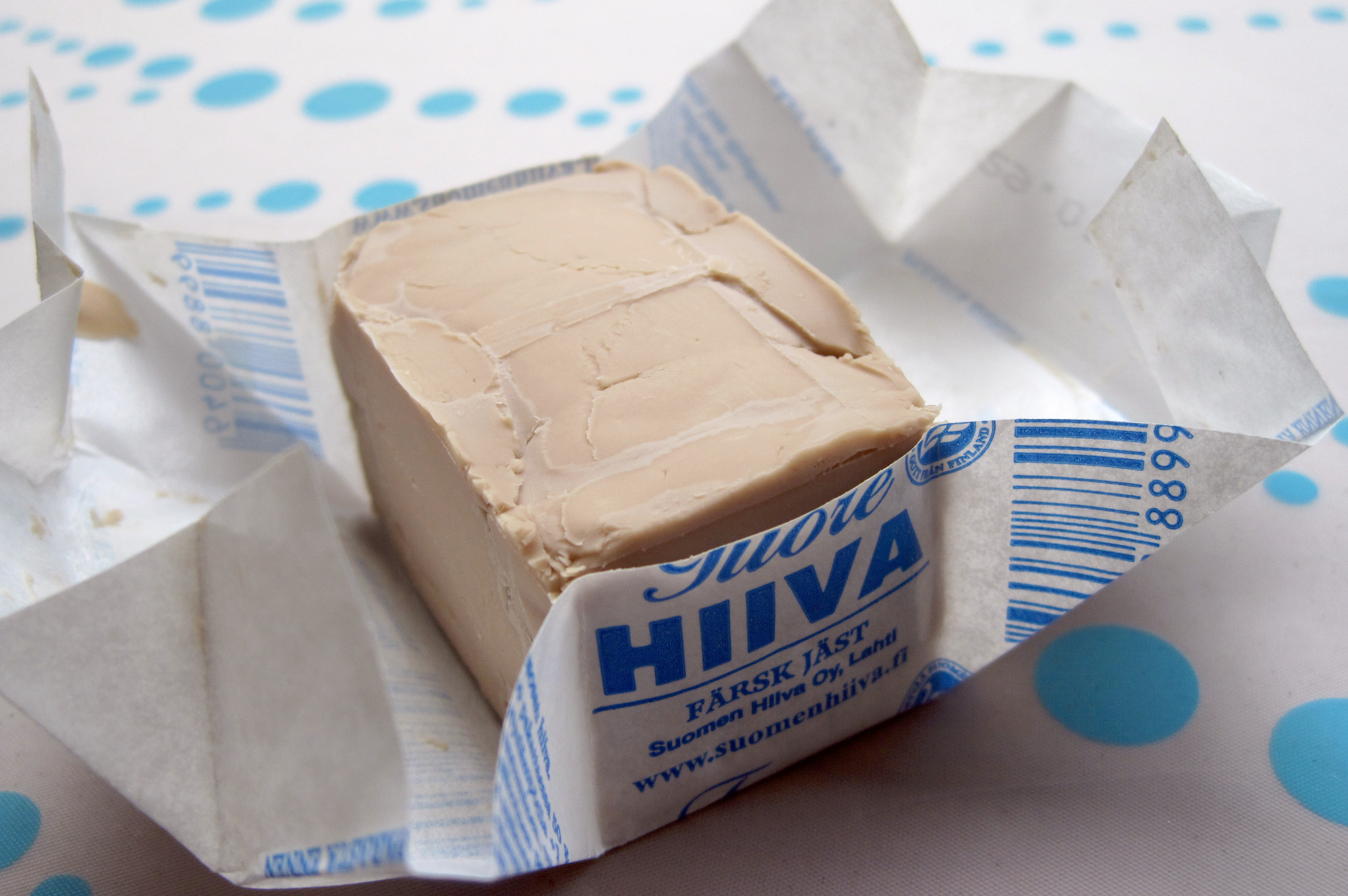
빵효모(생이스트)

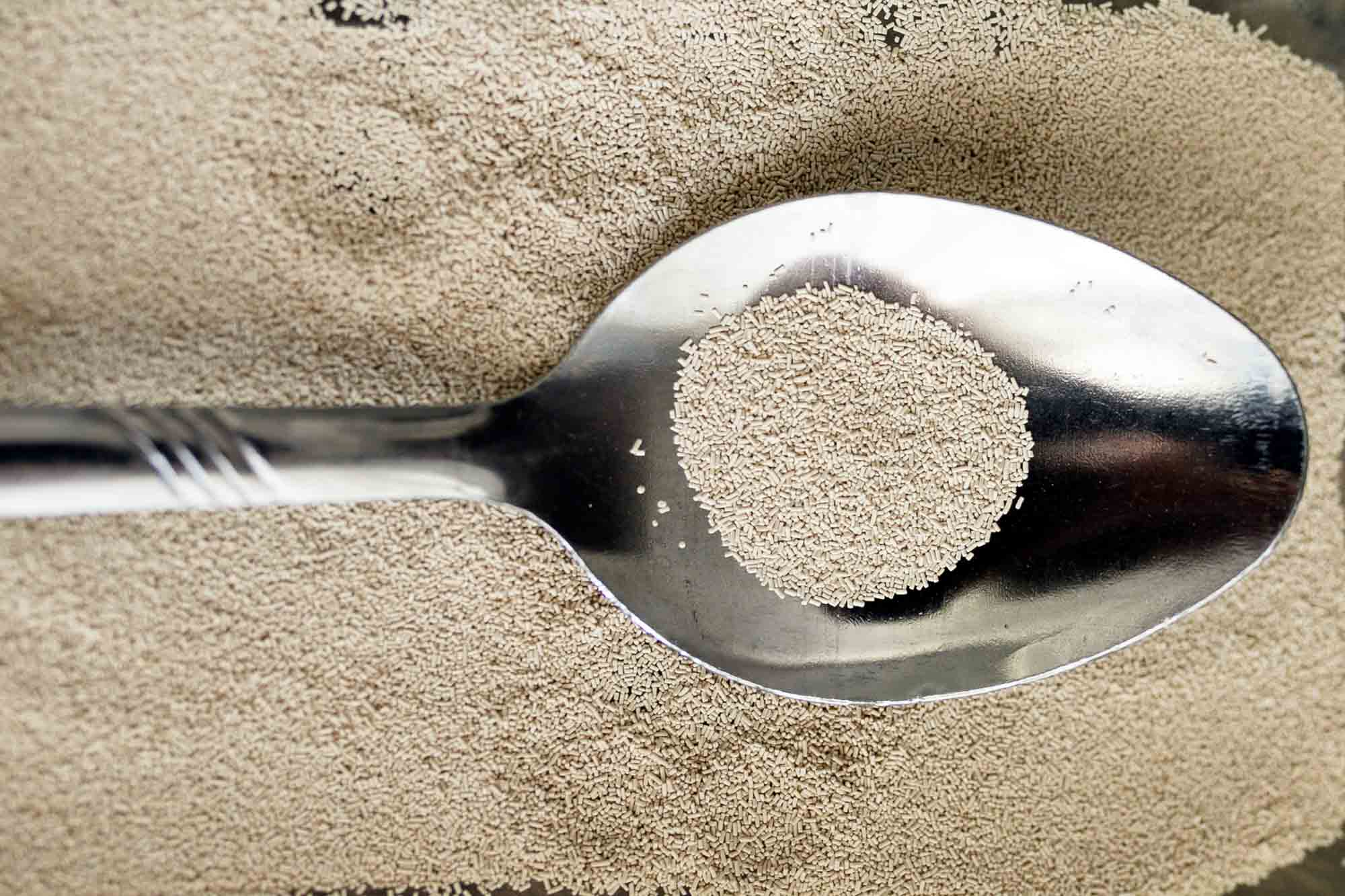
빵효모(건조이스트)

빵효모(pão酵母)는 빵을 만드는 데 쓰이는 효모 제품이다. 이스트(영어: yeast)라 부르기도 하는데, 이는 "효모"를 뜻하는 영어 낱말이며, 영어권에서 빵효모를 특정할 때는 "제빵사의 효모"라는 뜻의 "베이커스 이스트(baker's yeast)"라는 말이 사용된다.

## 종류
크게 생이스트(生yeast)와 건조이스트(乾燥yeast)로 나눌 수 있다.
- 생이스트(fresh yeast) : 생이스트는 배양액에서 분리한 이스트를 건조시키지 않는 이스트를 말한다. 수분 함량이 60% 이상이기 때문에 보존성이 낮다. 그래서 시중에서 구하기 쉽지 않아 보통 통신 판매나 제빵재료상에서 구입된다. 냉장 보관(0~7°C)하여야 하며 10°C이상에서는 활성이 저하된다. 이스트를 압축 성형하여 블록 상태로 만든 압착 이스트(Compressed yeast)와 그렇지 않은 크림 이스트(Cream yeast)로 나뉜다. 압착 이스트는 수분 함량이 크림 이스트보다 좀 낮으며, 크림 이스트보다 좀 더 저장 온도 및 저장 기간이 긴 편이다. 압착 이스트를 사용시 다른 재료에 첨가하기 전 물에 녹여서 사용한다.
- 건조 이스트(dry yeast) : 건조 이스트는 배양액에서 분리한 이스트를 저온건조(냉동건조) 한 것이다. 수분 함량이 4~8%이기 때문에 보존성이 높고 사용이 간편하다. 제조법에 따라 활성 건조 이스트(Active dry yeast)와 인스턴트 이스트(Instant yeast)로 나뉜다. 인스턴트 이스트는 수분 보충을 필요로 하지 않고, 다른 재료에 바로 넣어 사용할 수 있다. 그러나, 활성 건조 이스트는 사용 전에 약간의 설탕과 함께 이스트 중량의 4배의 온수를 넣어(반죽에 들어가는 물의 일부로 사용해야 한다.) 10~15분간 간수화 시킨다. 이후 거품이 나면 발효가 시작된 것으로 이 때 반죽에 넣는다.

## 같이 보기
- 양조효모
- 영양효모
- 효모발효종
- 효모빵